# Фамилија Карденас, Кампос Нуевос Ех. Сонора 2 (Мексикали)
Фамилија Карденас, Кампос Нуевос Ех. Сонора 2 (шп. Familia Cárdenas, Campos Nuevos Ej. Sonora 2) насеље је у Мексику у савезној држави Доња Калифорнија у општини Мексикали. Насеље се налази на надморској висини од 10 м.

## Становништво
Према подацима из 2005. године у насељу су живела 4 становника.

### Хронологија
| Година       | 2000        | 2005 |
| ------------ | ----------- | ---- |
| Становништво | 17 (10 / 7) | 4    |

### Попис
| # | Индикатор                        | Вредност |
| - | -------------------------------- | -------- |
| 1 | Укупно појединачних домаћинстава | 1        |